# Bombay Natural History Society
La Bombay Natural History Society (BNHS) è la più grande organizzazione di ricerca ambientale del subcontinente indiano.
Il 15 settembre 1883, otto abitanti (sei inglesi e due indiani) di Bombay si ritrovarono all'interno del Victoria and Albert Museum e si battezzarono membri della Bombay Natural History Society. Proposero di incontrarsi tutti i mesi e di scambiarsi osservazioni, mostrare esemplari interessanti e, inoltre, di incoraggiarsi a vicenda.
Lo scrittore Edward Hamilton Aitken (1851-1909) (il primo segretario onorario, dal settembre 1883 al marzo 1886) e il dottor G. A. Maconochie furono la fons et origo (fonte e origine) della Società. Gli altri fondatori erano J. C. Anderson, il dottor Sakaram Arjun, J. Johnston, D. MacDonald, Atmaram Pandurang e Charles Swinhoe (1836-1923). H. M. Phipson (il secondo segretario onorario, dal 1886 al 1906) si unì a loro, offrendo una stanza nella sua rivendita di vini al 18 di Forbes Street.
Nel 1911, Robert Charles Wroughton (1849-1921), un membro della Società e agente forestale, organizzò una ricerca sui mammiferi chiedendo agli altri membri, ripartiti su gran parte del subcontinente indiano, di fargli pervenire degli esemplari. Questo appello, forse uno dei primi esempi di ricerca collettiva in storia naturale, permise di mettere insieme 50.000 esemplari in dodici anni, di descrivere molte nuove specie, di pubblicare 47 studi e di migliorare le conoscenze in biogeografia.
Attualmente la BNHS possiede un suo proprio edificio, la Hornbill House nella parte sud di Mumbai. Le attività attuali sono consacrate allo studio del mondo naturale e della sua conservazione. Vengono pubblicati un quadrimestrale, The Journal of the Bombay Natural History Society, ed un trimestrale, Hornbill. Il logo della BNHS è un omaggio ad un bucero (un uccello della famiglia Bucerotidae) che viveva nella Società nei primi anni della sua esistenza e soprannominato William.